# Przechód (Lublin)
Przechód [pronunciación en polaco: /ˈpʂɛxut/] es un pueblo ubicado en el distrito administrativo de Gmina Sosnówka, dentro del Distrito de Biała Podlaska, Voivodato de Lublin, en Polonia oriental. Se encuentra aproximadamente a 6 kilómetros al norte de Sosnówka, a 31 kilómetros al sureste de Białun Podlaska, y a 82 kilómetros al noreste de la capital regional Lublin.